# Max Emanuel Ainmiller
Maximilian Emanuel Ainmiller (14 de febrero de 1807 – 9 de diciembre de 1870) fue un artista y pintor alemán.
Bajo la tutela de Friedrich von Gärtner, director de la fábrica real de Porcelanas de Nymphenburg, Ainmiller estudió el arte de la pintura sobre vidrio en la Academia de Bellas Artes de Munich. En 1828 fue nombrado director de la recién fundada fábrica real de pintura sobre vidrio en Munich.
Sus primeros trabajos de vitral pueden ser encontrados en la catedral de Regensburg. Con algunas excepciones, todas las ventanas de la catedral de Glasgow fueron creadas por Ainmiller. Su trabajo también puede ser apreciado en la catedral de St Paul y de Peterhouse, Cambridge. Ainmiller tenía habilidades como pintor al óleo, especialmente en interiores. Sus pinturas en la Capilla Real del Castillo de Windsor y de la Abadía de Westminster han sido muy admiradas, siendo estas últimas mostradas en la galería Neue Pinakothek en Munich.
Sus restos yacen en el cementerio Alter Südfriedhof en Munich.